# 다국적군
다국적군(영어: Multinational force)은 유엔, 지역안보기구 또는 임시 국제연합체에 의해 구성되며, 다음을 의미한다.
- 다국적군 감시단(Multinational Force and Observers (MFO)) - 시나이 반도
- 레바논 다국적군(Multinational Force in Lebanon (MNF)) - 레바논

## 북대서양 조약기구
- 국제안보지원군 - 아프가니스탄; 2001년 12월 20일 ~ 2014년 12월 28일
- 보스니아
  - 이행군(Implementation Force (IFOR)); 1995년 12월 20일 ~ 1996년 12월 20일
  - 안정화군(Stabilisation Force (SFOR)); 1996년 12월 20일 ~ 2004년 12월 2일
- NATO 대응군(NATO Response Force (NRF)); 2004년, 창설

## 이라크
- 이라크 다국적군(Multi-National Force – Iraq (MNF-I); 2004년 5월 14일 ~ 2009년 12월 31일
  - 서부 다국적군(Multi-National Forces West (MNF-W)); 2004년 3월 ~ 2010년 1월 23일

## 같이 보기
- 국제형사경찰기구
- 다국적군단
- 다국적사단